# NFE2L2
Le  NFE2L2 (« Nuclear factor (erythroid-derived 2)-like 2 ») ou Nrf2 est un facteur de transcription. Son gène est le NFE2L2 situé sur le chromosome 2 humain.

## Rôles
Il a un rôle protecteur contre le stress oxydatif. Cependant, il aurait un rôle facilitateur sur la formation de l'athérome.
La protéine Keap1 se fixe sur la protéine Nrf2 pour l'inhiber.

## En médecine
La stimulation du Nrf2 est une cible potentielle pour le traitement de certaines maladies neuro-dégénératives, ou l'épilepsie, ou pour prévenir les complications du diabète.
Cette stimulation peut être fait soit de manière pharmacologique, soit par thérapie génique en apportant le gène NFE2L2 localement.

## Phytomédicaments
Selon une revue de la littérature, il n'existe pas suffisamment de preuves de qualité élevée indiquant que les phytomédicaments activent le Nrf2 chez l'homme.